# آتاساسینوفیلیا

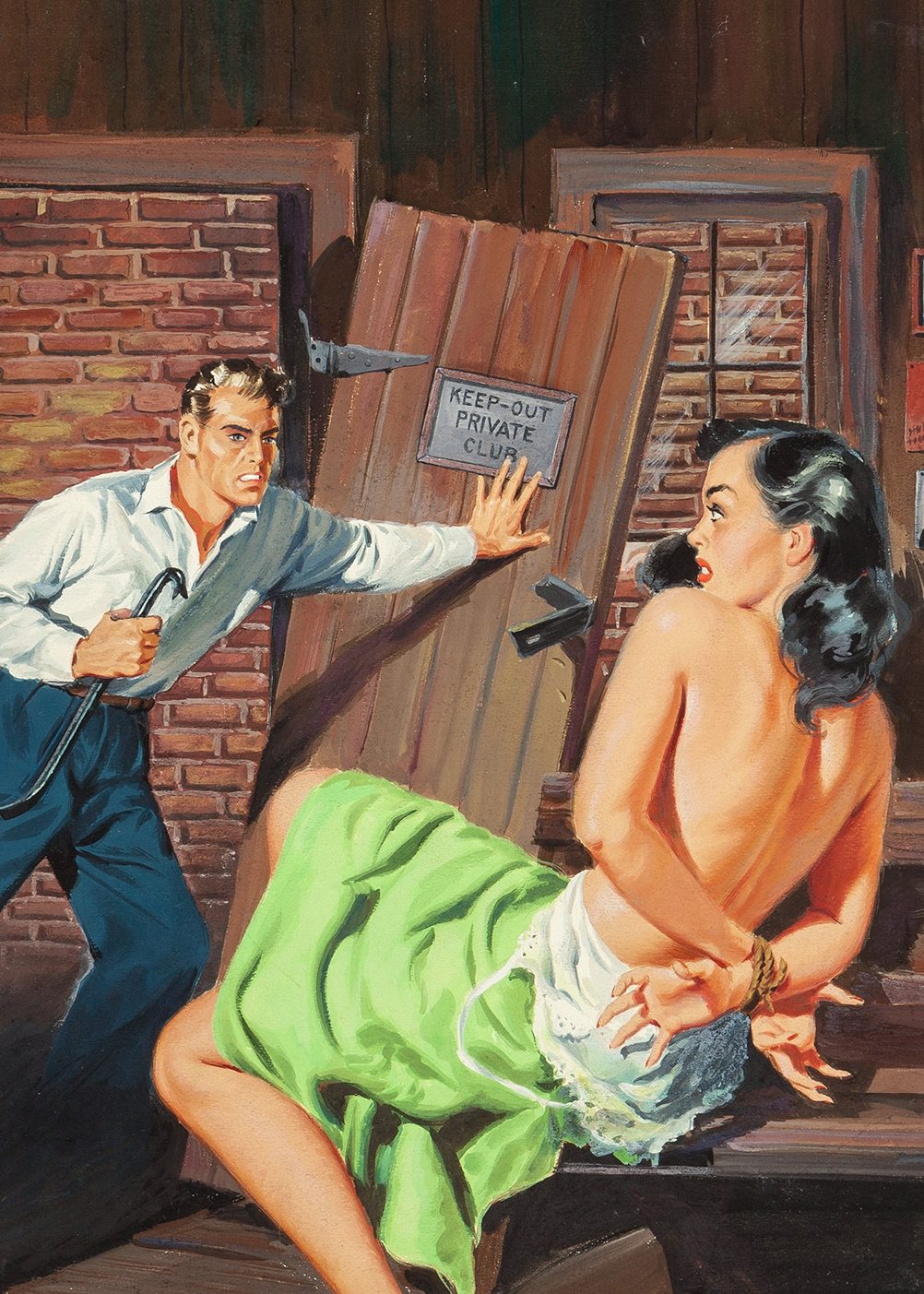
دختر دسته، اثر جو ویس، ۱۹۵۷

آتاساسینوفیلیا (انگلیسی: Autassassinophilia) نوعی انحراف جنسی است که در آن فرد با خطر کشته شدن به برانگیختگی جنسی می‌رسد. این فتیش جنسی ممکن است با برخی دیگر از فتیش‌هایی که جان فرد را به خطر می‌اندازد، مانند مواردی که شامل غرق شدن یا خفگی است، همپوشانی داشته باشد. این لزوماً به این معنا نیست که فرد واقعاً باید در یک موقعیت تهدید کننده زندگی قرار داشته باشد، زیرا بسیاری از آنها از رؤیاها و تخیلات چنین افرادی برانگیخته می‌شوند.